# پی‌کا

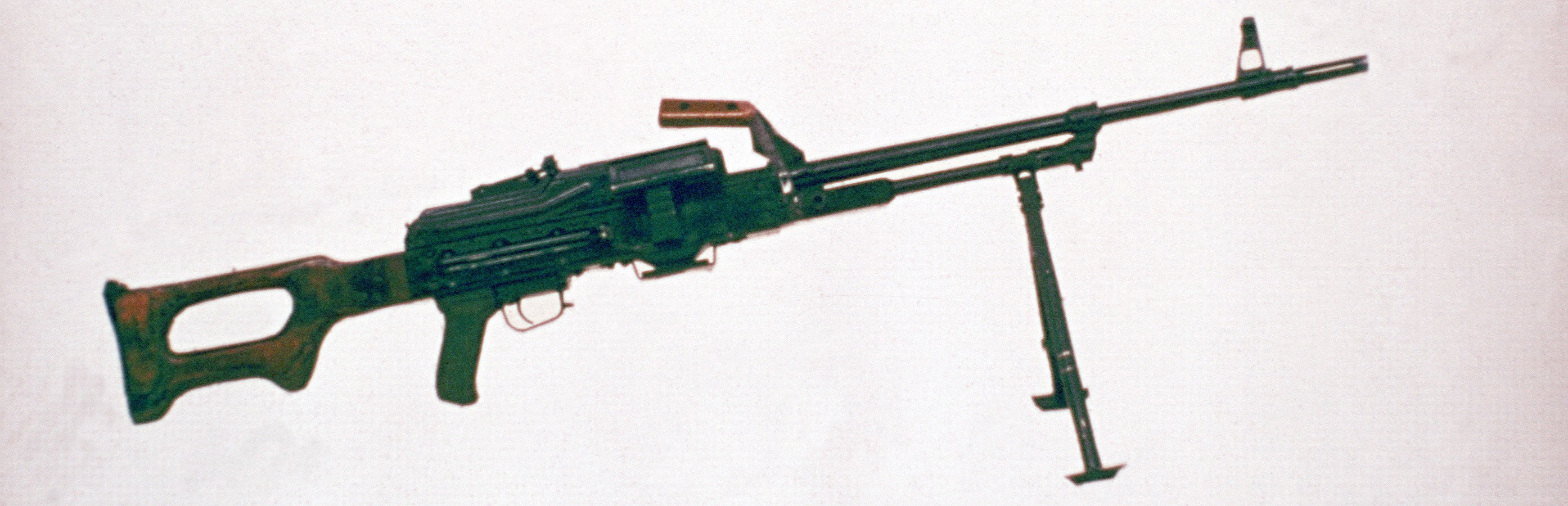

پی‌کا (به روسی: Пулемёт Калашникова به معنی تیربار کلاشنیکوف و به اختصار ПК ) تیربار چندمنظوره ساخت کشور اتحاد جماهیر شوروی می‌باشد و در سال ۱۹۶۵ معرفی و بکار گرفته شد. طراح این سلاح سرگرد میخائیل کلاشنیکف بوده و طراحی آن نیز بر اساس تفنگ اتوماتیک معروف کلاشنیکف صورت گرفته‌است و تغذیه آن از طریق نوارهای ۲۵ فشنگی انجام می‌شود که می‌توان آن‌ها را به یکدیگر متصل کرده و در جعبه‌های مخصوص حمل نوار فشنگ با ظرفیت ۱۰۰، ۲۰۰ و ۲۵۰ عددی قرار داد.
پی‌کا به عنوان جانشینی برای تیربار متوسط گرینوف (گرینف) و تیربار سبک آرپی‌دی وارد ارتش شوروی شد و با توجه به شباهتش به تیربار گرینوف در ایران به نام گرینوف نیز معروف شد.
پی‌کا از فشنگ‌های ۷٫۶۲x۵۴ میلی‌متری استفاده کرده و نواخت تیر آن ۶۵۰ تا ۸۵۰ در دقیقه‌است. سرعت گلوله ۸۲۵ متر بر ثانیه و برد مؤثر آن ۱۰۰۰ تا ۱۵۰۰ متر است. وزن آن در مدل اولیه ۹ کیلوگرم و در مدل پ‌کاام ۷٫۵ کیلوگرم است. این سلاح از موفق‌ترین مسلسل‌های دنیا بوده که هنوز هم به عنوان تیربار خط مقدم پیاده‌نظام و سلاح خودروهای رزمی در نیروهای مسلح روسیه استفاده می‌شود و به بسیاری از کشورهای دیگر دنیا نیز صادر شده و در برخی از این کشورها تولید می‌شود.
تعداد کل پی‌کاهای تولیدشده بیش از یک میلیون قبضه برآورد می‌شود. بقاپذیری بالا، حساسیت کم نسبت به عوامل محیطی همچون گرد و غبار، قیمت ارزان، وزن سبک از امتیازهای این تیربار نسبت به تیربارهای معروف هم‌رده خود است که آن را سلاحی مناسب برای نبردهای چریکی و نامتقارن و همچنین استفاده به عنوان یک تیربار سبک و تفنگ اتوماتیک جوخه می‌سازد هرچند که نواخت تیر، قابلیت آتش پیوسته و دقت آن در سنجش با تیربارهای همانند غربی همچون ام‌ژ۳ آلمانی و اف‌ان ام‌آژ بلژیکی پائین‌تر است.

## گونه‌ها
این سلاح دارای مدل‌های گوناگون شامل قابل حمل توسط سرباز، قابل نصب بر روی هلیکوپتر و قابل نصب بر روی خودروهای رزمی زرهی است.
- پی‌کاام (تیربار مدرن کلاشنیکف) (به روسی: ПК Модернизированный به اختصارPKM) مدل کنونی و نسخهٔ بهبودیافته و سبک‌تر پی‌کا با وزن خالی ۷٫۵ کیلوگرم که از سال ۱۹۶۹ تولید می‌شود.
- پی‌کاام‌اس (تیربار مدرن سوارشونده کلاشنیکف) (به روسی: ПКМ Станковый به اختصارPKMS) مدل سنگین‌تر برای نصب بر روی سه‌پایه با وزن ۱۲ کیلوگرم
- پی‌کاام‌اس‌ان (تیربار مدرن سوارشونده دید در شب کلاشنیکف) (به روسی: ПКМС Ночной به اختصارPKMSN) یک مدل مخصوص از نوع سوارشونده بر روی سه‌پایه با قابلیت نصب دوربین دید در شب
- پی‌کاتی (تیربار تانک) (به روسی: ПК Танковый به اختصارPKT) مدل مخصوص نصب بر روی تانک و خودروهای زرهی دیگر
- PK Pecheneg جدیدترین مدل پ‌کا که در سال ۱۹۹۹ به عنوان سلاح اتوماتیک جوخه طراحی شد. در این مدل نیازی به تعویض پیاپی لوله نیست و امکان آتش مستمر بیشتری برای پیاده‌نظام فراهم می‌شود.

## ورود به تجهیزات دفاعی ایران
نخستین آشنایی نیروهای مسلح ایران با این سلاح مربوط به زمان جنگ ایران و عراق بوده‌است. جایی‌که کشور شوروی در راستای کمک‌های شوروی به عراق در جنگ ایران و عراق، اقدام به فروش نفربرهای زرهی بی‌ام‌پی-۱ به ارتش عراق کرد. بر روی این نفربرها مسلسل پی‌کا نصب شده بود و بعد از به غنیمت گرفته شدن تعدادی از این نفربرها توسط نیروهای ایرانی، ایران با این مسلسل آشنایی پیدا کرد. پیش از آن تعداد کمی از تیربارهای گرینوف که تیربار متوسط اصلی شوروی قبل از تولید پی‌کا بود، در نیروهای مسلح ایران موجود بود و به همین جهت پی‌کا هم به گرینوف معروف شد. در دوران جنگ با توجه به نیاز ایران به اسلحه و توقف خط تولید تیربار ژ۳ به دلیل عدم همکاری آلمانی‌ها، ایران به خرید سلاح روی آورده و سلاح‌های روسی از جمله تیربار پی‌کا با توجه به فراوانی، قیمت پائین و استفاده و نگهداری آسان بهترین انتخاب بودند. بعد از پایان جنگ، سازمان دفاع و پشتیبانی نیروهای مسلح اقدام به بررسی عملکرد و قابلیت‌های این مسلسل نمود و آن را مناسب جهت به‌کارگیری در نیروهای پیاده ایران دانست. از این رو در سالهای بعد اقدام به خریداری چند محموله از این سلاح جهت استفاده در نیروی زمینی ارتش جمهوری اسلامی ایران، نیروی زمینی سپاه پاسداران و نیروی انتظامی جمهوری اسلامی ایران نمود. این سلاح هم‌اکنون نیز یکی از سلاح‌های عملیاتی یگان‌های پیاده نیروهای نظامی ایران می‌باشد و در کنار تیربار ام‌ژ۳ به عنوان دو تیربار کاربرد عمومی اصلی نیروهای مسلح ایران استفاده می‌شود.

## کاربران
- افغانستان[۸]
- آلبانی[نیازمند منبع]
- ارمنستان[۸] PK/PKM
- جمهوری آذربایجان[۸]
- بلاروس[۸]
- بوسنی و هرزگوین[۸]

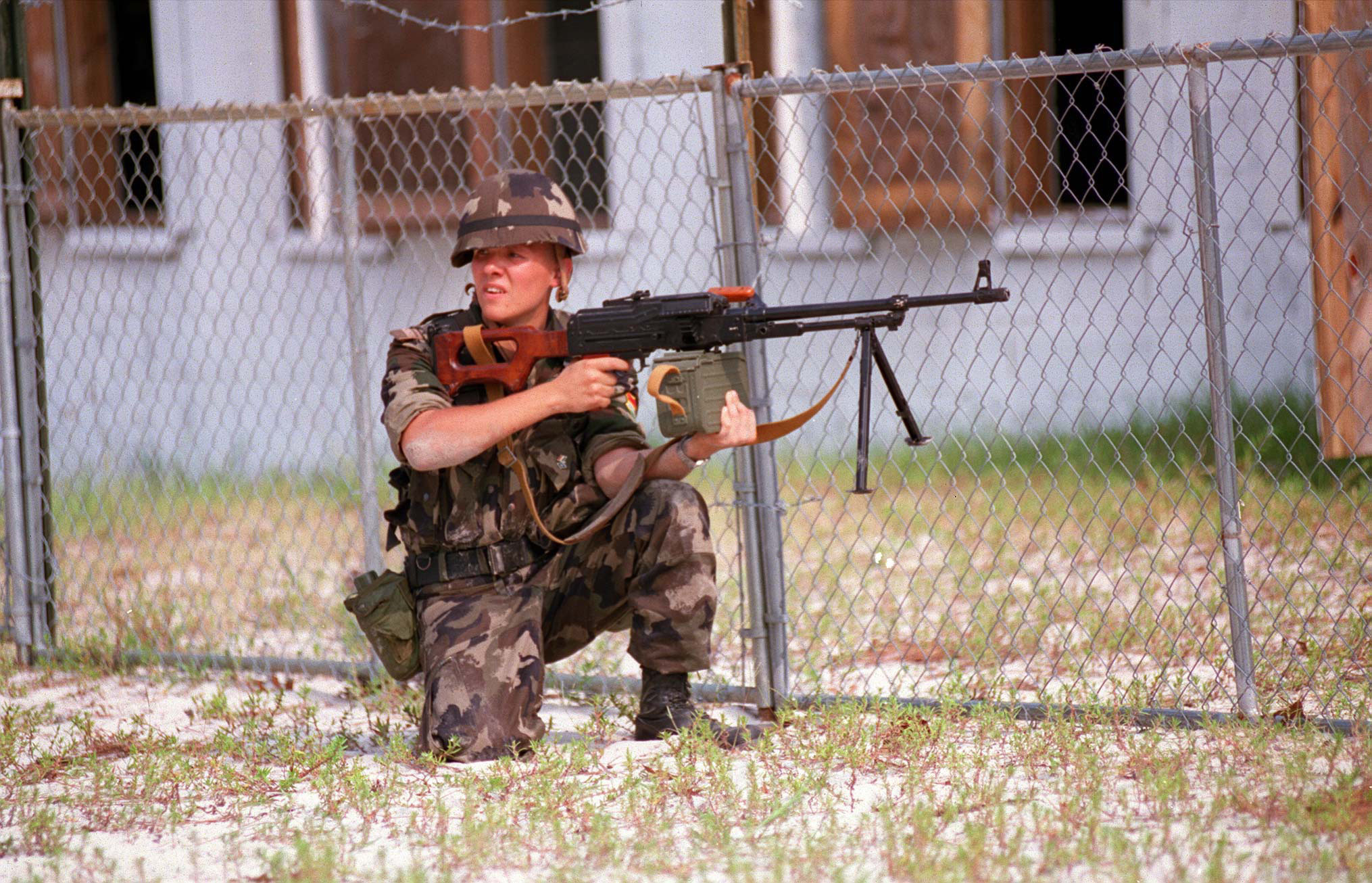
سرباز مجارستانی مسلح به مسلسل PK.

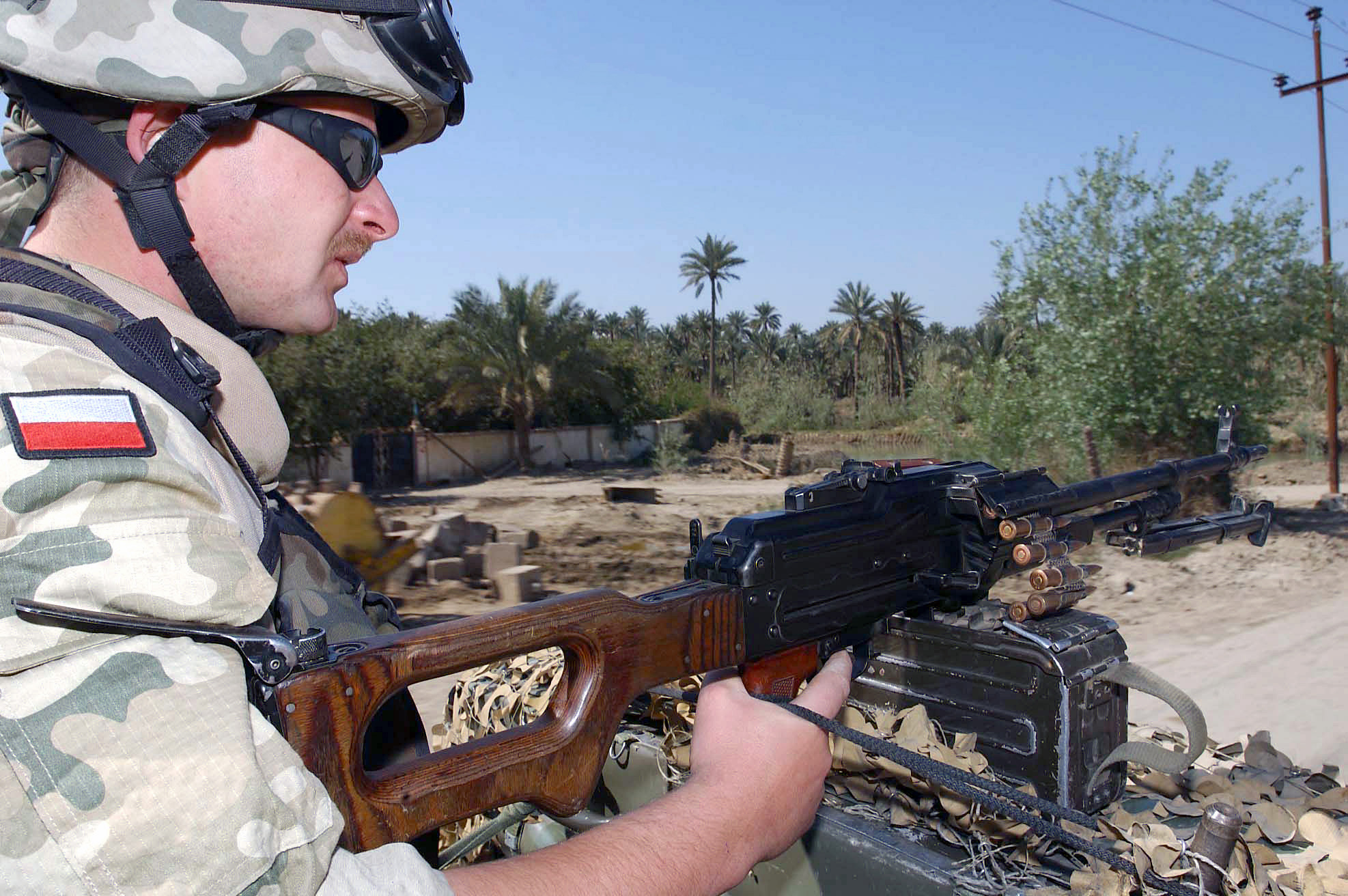
سرباز لهستانی با مسلسل PKM.

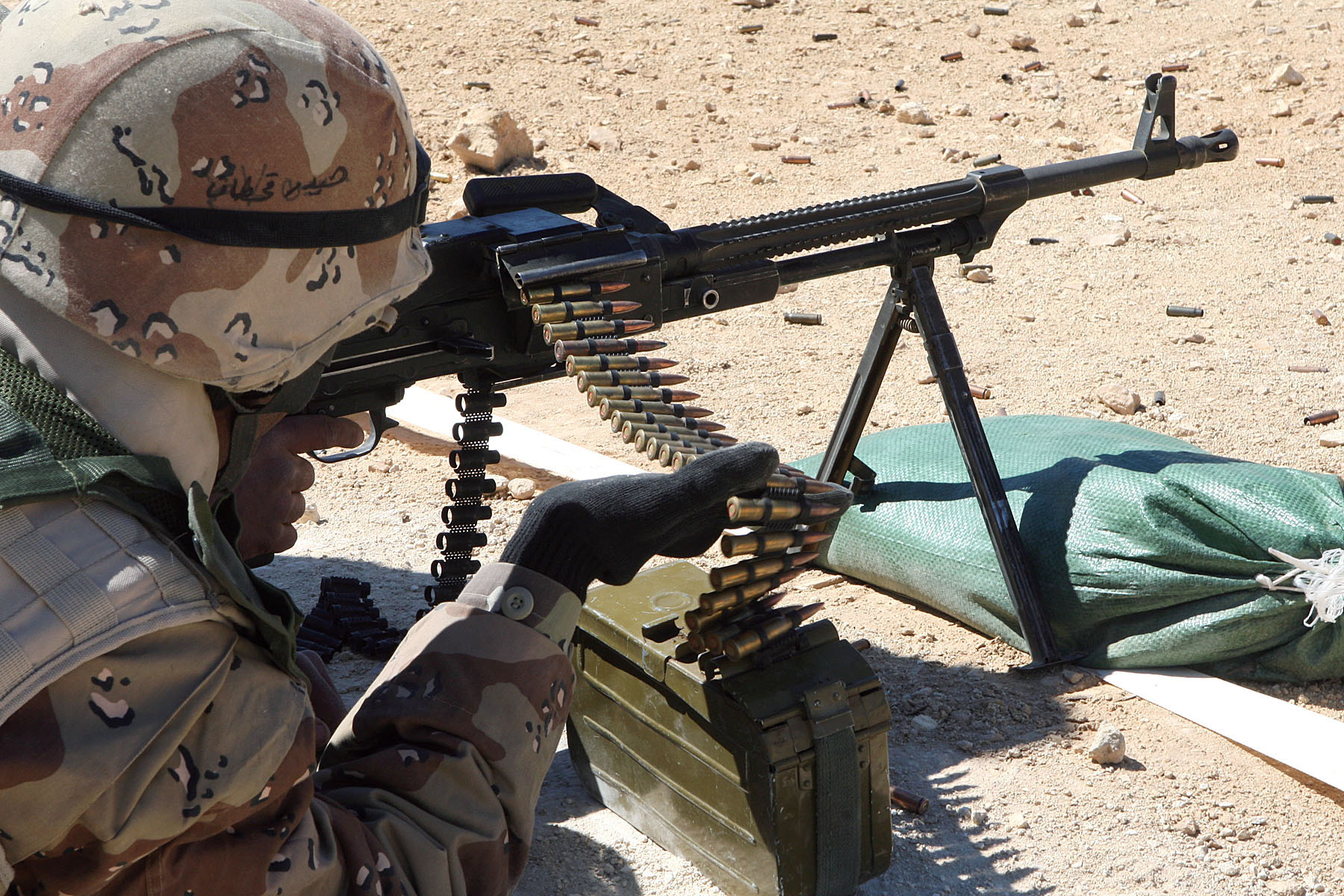
شلیک یک مسلسل PKC توسط سرباز ارتش عراق به عنوان بخشی از آموزشگاه پیاده نظام.

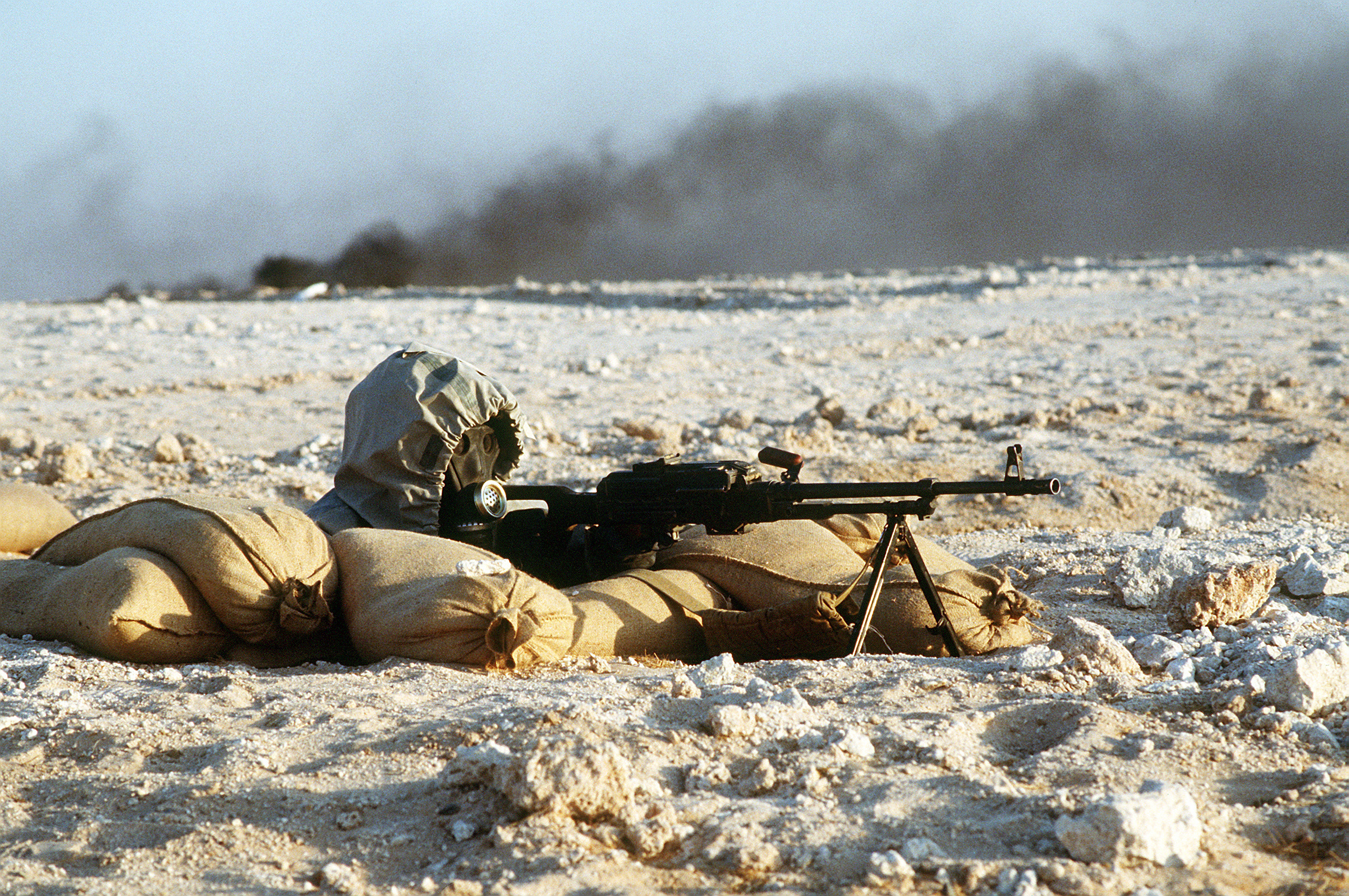
سرباز سوریه با مسلسل PKM.

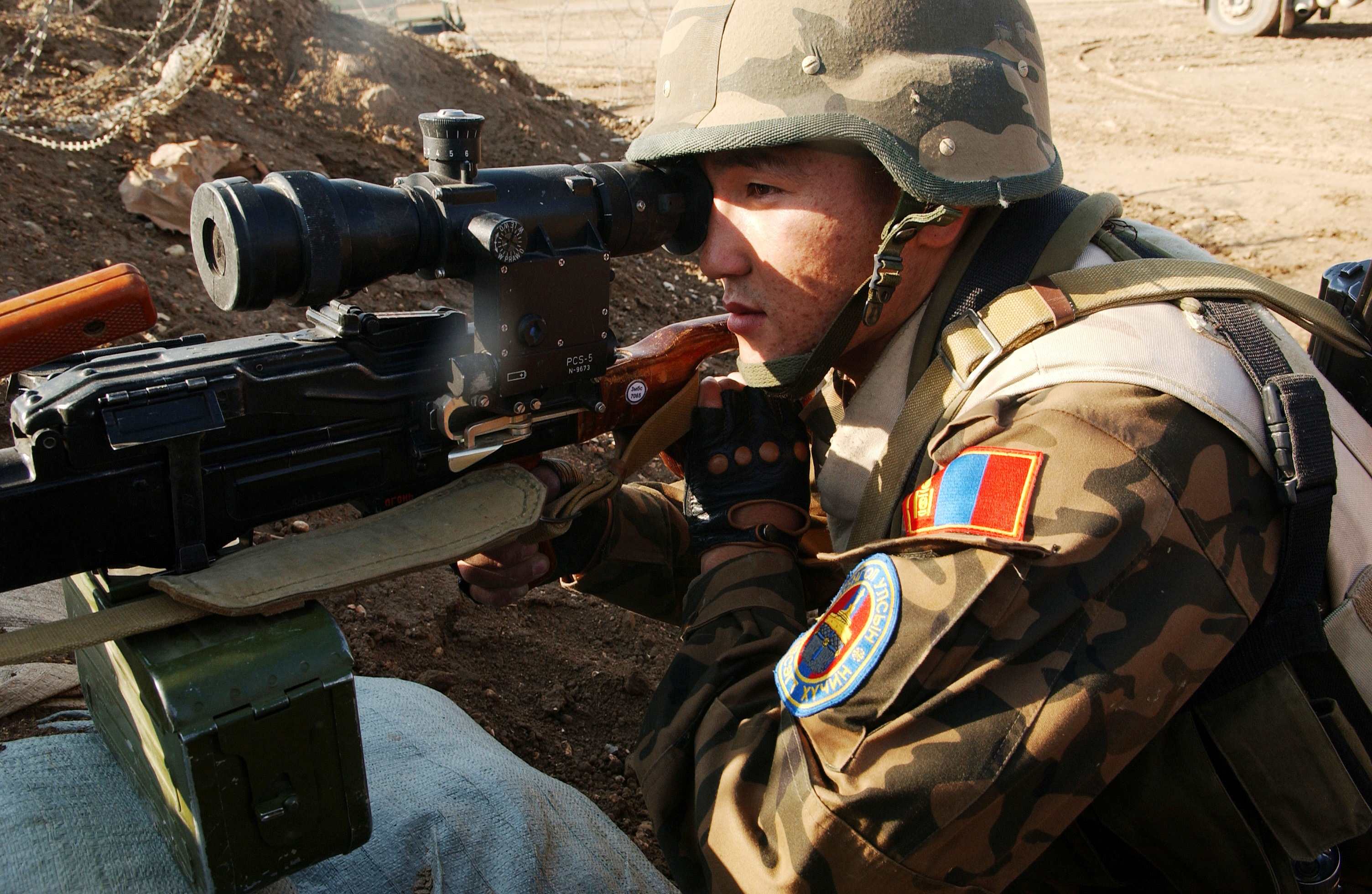
سرباز مغولی با مسلسل PKM با دید تلسکوپی.

- بلغارستان: PK/PKM copies were produced.[۸][۹]
- کامبوج[۱۰]
- کیپ ورد[۸]
- چاد[۸]
- چین: Made under license as the Type 80.[۱۱]
- کرواسی[۸]
- کوبا[۸]
- اریتره[۸]
- استونی[۸]
- فنلاند: Known locally as 7.62 KK PKM.[۱۲]
- گرجستان[۸]
- گینه[۸]
- گینه بیسائو[۸]
- مجارستان[۸]
- ایران[۸]
- عراق[۸]
- قزاقستان[۸]
- قرقیزستان[۸]
- لائوس[۸]
- لتونی[۸]
- لیتوانی[۸]
- مقدونیه شمالی[۸]
- مالی[۸]
- مولدووا[۸]
- مغولستان[۸]
- موزامبیک[۸]
- کره شمالی[۸]
- لهستان: PK/PKM copies were produced.[۸][۹]
- رومانی: PK/PKM copies were produced.[۸][۹]
- روسیه[۸]
- سائوتومه و پرنسیپ[۸]
- صربستان: Made under license as the M84/M86.[۸]
- اتحاد جماهیر شوروی[نیازمند منبع]
- سوریه[۸]
- سوئد: Known locally as "Kulspruta 95"[۱۳]
- تاجیکستان[۸]
- ترکمنستان[۸]
- اوگاندا[۸]
- اوکراین[۸]
- ازبکستان[۸]
- ویتنام[۱۴]
- جمهوری فدرال سوسیالیستی یوگسلاوی: PK/PKM copies were produced.[۹]
- زامبیا[۸]